# ساندورا إيرفين
ساندورا إيرفين (بالإنجليزية: Sandora Irvin)‏ مواليد 23 فبراير 1982 في فورت لاودردال، هي لاعبة كرة سلة أمريكية. بدأت مسيرتها الاحترافية في سنة 2005. تم اختيارها من قبل فريق فينيكس ميركوري خلال الدرافت. يبلغ طولها 6 قدم 3 بوصة (1.9 م).

## المسيرة الاحترافية
لعبت مع فينيكس ميركوري في موسم 2005–2006، ثم لعبت مع سان أنطونيو ستارز في موسم 2007–2008، ثم لعبت مع شيكاغو سكاي في سنة 2010، ثم لعبت مع أتلانتا دريم في سنة 2011.

## روابط خارجية
- ساندورا إيرفين على موقع الاتحاد الوطني لكرة السلة النسائية (الإنجليزية)
- ساندورا إيرفين على موقع كرة السلة الأوروبية.كوم (الإنجليزية)
- ساندورا إيرفين على موقع كلية كرة السلة في سبورتس رفرنس.كوم (الإنجليزية)
- ساندورا إيرفين على موقع بروبوليرز (الإنجليزية)
- ساندورا إيرفين على موقع سبورتس رفرنس (الإنجليزية)